# Pic étoilé
Veniliornis frontalis
Espèce
Statut de conservation UICN

 LC  : Préoccupation mineure
Le Pic étoilé (Veniliornis frontalis) est une espèce d'oiseaux de la famille des Picidae.